# الجالية الصومالية في منيابولس سانت بول
يقطن الصوماليون منطقة منيابوليس سانت بول الحضرية والتي تشكل أكبر الجاليات الصومالية في الولايات المتحدة . بحلول عام 2018، كان يعيش في مينيسوتا حوالي 43.000 شخص ولدوا في الصومال، وكان حوالي 94.000 من سكان مينيسوتا يتحدثون اللغة الصومالية في المنازل.  

## تاريخ
هاجر الصوماليون العرقيون لأول مرة إلى الولايات المتحدة بعد اندلاع الحرب الأهلية الصومالية في الصومال خلال أوائل تسعينيات القرن العشرين، أو من أجزاء أخرى من الصومال الكبير .   انتقل العديد من الوافدين الجدد إلى مينيسوتا من خلال الوكالات التطوعية، التي ساعدتهم على الاستقرار.   كما قدم صوماليون الذين وصلوا في وقت سابق المساعدة للمهاجرين الجدد. 
غالبًا ما يرسل الصوماليون في الولايات المتحدة موارد إلى عائلاتهم الممتدة في الخارج، وهي التحويلات التي تم تسهيلها من خلال توقيع قانون تحسين التحويلات المالية.  وبعد التحسن الكبير في الوضع الأمني في الصومال في عام 2012، بدأ العديد من المقيمين الصوماليين في الولايات المتحدة أيضًا في العودة إلى مقديشو وأجزاء أخرى من البلاد.  وقد تم البحث عن عدد قليل من المهاجرين العائدين إلى وطنهم إلى جانب بعض الشركاء المولودين في أمريكا و/أو محاكمتهم بتهمة تقديم الدعم المادي لجماعتي الشباب وتنظيم الدولة الإسلامية المعروفة داعش السياسيتين المسلحتين.   ومع ذلك، وفقًا لمسؤولي الاستخبارات، انضم عدد أقل من المغتربين إلى صفوف الجماعات بحلول أواخر سنة 2013.   وبدلاً من ذلك عاد معظم العائدين إلى وطنهم بحثًا عن فرص الاستثمار والمشاركة في عملية إعادة الإعمار الجارية بعد الصراع في الصومال. ومن خلال المشاركة في تجديد المدارس والمستشفيات والطرق والبنية الأساسية الأخرى، لعبوا دورًا رائدًا في تعافي العاصمة وساعدوا أيضًا في دفع سوق العقارات المحلية. 

## التركيبة السكانية
في أوائل سنة 2016، قدم مكتب ديموغرافيا ولاية مينيسوتا تقديرًا يفيد بوجود ما بين 40 و52 ألف صومالي في مينيسوتا، على الرغم من أن بعض أفراد المجتمع الصومالي وضعوا العدد عند مستوى 80 ألف  وتشمل هذه التقديرات الأشخاص الذين ولدوا في الصومال ومن أصل صومالي. يقيم صوماليون في ولاية مينيسوتا في مختلف أنحاء منطقة توين سيتيز الحضرية والبلدات المحيطة بها. يعيش العديد من الصوماليين في حي سيدار ريفرسايد في مينيابوليس، وخاصة المهاجرين الجدد. غالبا ما ينتقل المهنيون الصوماليون إلى الضواحي لتربية أطفالهم في بيئة أكثر أمنا بعيدا عن وسط المدينة. وعلى الرغم من أن صوماليين قد أنشأوا جيوبًا عرقية، إلا أن التنقل بين المناطق الصومالية والعاصمة الأوسع نطاقًا أمر سهل. 

## مساهماتهم التجارية

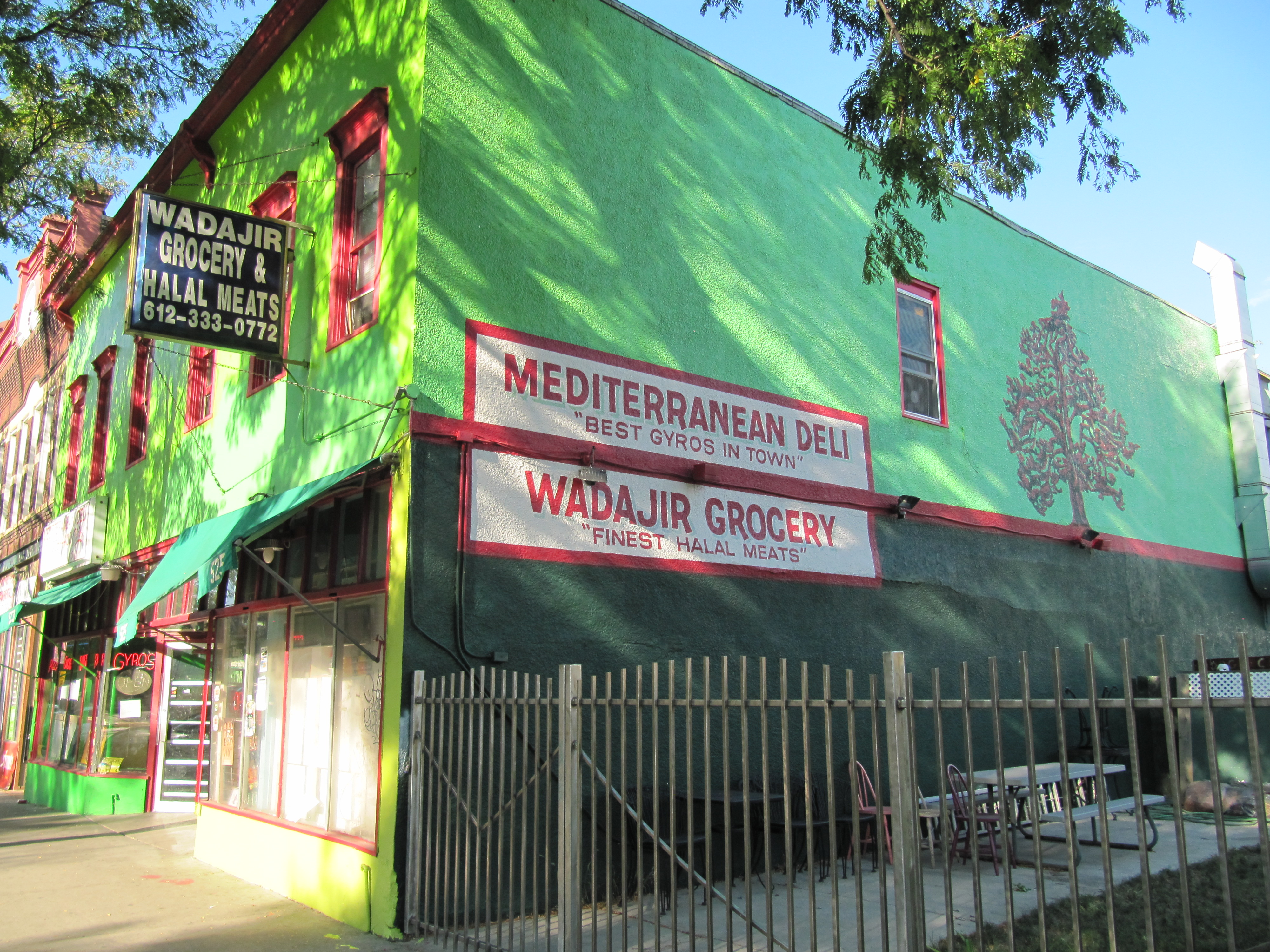
متجر بقالة صومالي في مينيابوليس.

أنشأ الصوماليون في ولاية مينيسوتا العديد من المشاريع المجتمعية. في عام 2006، بلغت قيمتها ما بين 164 و494 مليون دولار. وتستضيف مدينة مينيابوليس على وجه الخصوص مئات من المشاريع التجارية المملوكة والمدارة من قبل الصوماليين. تقدم الأكشاك داخل العديد من مراكز تجاري صومالية (مثل مركز التسوق الشهير إقليميًا كارمل) كل شيء من اللحوم الحلال، إلى الأحذية الجلدية، إلى الملابس للرجال والنساء، بالإضافة إلى المجوهرات الذهبية، ومكاتب تحويل الأموال أو الحوالة، واللافتات الإعلانية للأفلام الصومالية، ومتاجر تأجير الفيديو المليئة بأغاني الحب الحنينية التي لا توجد في محلات السوبر ماركت والبقالة والبوتيكات الرئيسية.  وبدورها، أصبحت أماكن العمل في الولاية أكثر حساسية ثقافية واستيعابًا للتقاليد الدينية المختلفة.  في سنة 2018، أطلق مسؤولو مينيابوليس اسمًا على مسار جديد ومبتكر للاستخدام المشترك بالقرب من معبر ساماتار في وسط المدينة تقديرًا للمساهمات المدنية العديدة التي قدمها حسين ساماتار، الصومالي المولد، في مينيابوليس.

## منظمات المجتمع
يتم تمثيل الجالية الصومالية في مينيسوتا من خلال العديد من المنظمات التي يديرها الصوماليون. ومن بين هذه المنظمات اتحاد الجالية الصومالية في مينيسوتا (CSCM) وجمعية الآباء الأمريكيين الصوماليين (SAPA)، التي تقدم عددًا من الخدمات الاجتماعية للمقيمين الصوماليين في الولاية. ينبع نظام الدعم هذا داخل المجتمع الصومالي من الشعور بالمسؤولية المشتركة تجاه الصوماليين الآخرين. توفر منظمات المجتمع الصومالي دروس اللغة الإنجليزية كلغة ثانية، وإيجاد الوظائف، والدعوة القانونية والخدمات النقابية لناخبيها. وفي أكتوبر 2014، أصبحت مينيابوليس المدينة الشقيقة لبوصاصو، ثالث أكبر مدينة في الصومال.

## سياسة

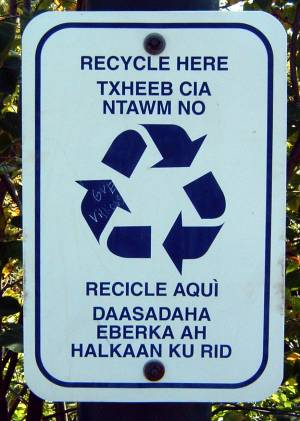
علامة إعادة التدوير في ولاية مينيسوتا تحتوي على تعليمات باللغات الإنجليزية والهمونغية والإسبانية والصومالية.

على الصعيد السياسي، تم تشكيل كتلة صومالية أمريكية في حزب العمال والمزارعين الديمقراطيين في مينيسوتا لتمثيل المجتمع الصومالي.  اعتبارًا من 2012. كما ترأس أمريكي من أصل صومالي لجنة العلاقات مع المهاجرين التابعة للحزب الجمهوري في ولاية مينيسوتا.  في أغسطس سنة 2018، فازت إلهان عمر بالانتخابات التمهيدية الديمقراطية لدائرة ولاية مينيسوتا لخامسة في الكونغرس. في نوفمبر 2018، انتخبت لعضوية مجلس النواب الأمريكي، لتصبح أول صومالية أمريكية تُنتخب لعضوية الكونغرس.

## السكان البارزين
- عبد الرزاق حاج حسين رئيس وزراء الصومال الأسبق 1964-1968
- عبدي ورسام ، سياسي، عضو مجلس مدينة مينيابوليس
- عبد الرزاق بيهي ، ناشط اجتماعي
- أنيسة حاجي مؤمن ، سياسية، وزيرة شؤون المرأة والأسرة في بونتلاند
- فتحية عبسي ، مذيعة وكاتبة ومخرجة أفلام
- نور الدين فرح ، كاتب
- سعدو علي ورسامي ، مغني وكاتب أغاني
- سارة نور ، ناشطة اجتماعية ورائدة أعمال
- إلهان عمر ، سياسية، عضو مجلس النواب الأمريكي
- إسراء هيرسي ، ناشطة في مجال تغير المناخ
- حسين سمتر ، سياسي ومصرفي ومنظم مجتمعي.

## ملحوظات
1. ↑  "B05006 Place of Birth for the Foreign-Born Population in the United States - Minnesota - 2018 American Community Survey 1-Year Estimates". U.S. Census Bureau. 1 يوليو 2018. مؤرشف من الأصل في 2022-10-27. اطلع عليه بتاريخ 2020-09-09.
2. ↑  "B16001 Language Spoken at Home by Ability to Speak English for the Population 5 Years and Over - Minnesota - 2018 American Community Survey 1-Year Estimates". U.S. Census Bureau. 1 يوليو 2018. مؤرشف من الأصل في 2021-03-08. اطلع عليه بتاريخ 2020-09-09.
3. 1 2 3 4  Rutledge, p.135.
4. ↑  Barkan, Elliott Robert (editor). Immigrants in American History: Arrival, Adaptation, and Integration. ABC-CLIO, 2013. (ردمك 1598842196), 9781598842197. p. 693. نسخة محفوظة 2023-11-03 على موقع واي باك مشين.
5. ↑  "2014 MAA-CBO Directory" (PDF). Minnesota DOH. مؤرشف من الأصل (PDF) في 2017-10-31. اطلع عليه بتاريخ 2016-04-06.
6. ↑  Abdi، Cawo Mohamed (2019). "The Newest African-Americans?: Somali Struggles for Belonging". في Armila، Päivi؛ Kananen، Marko؛ Kontkanen، Yasemin (المحررون). The Contexts of Diaspora Citizenship: Somali Communities in Finland and the United States. International Perspectives on Migration. Cham: Springer. ج. 17. ص. 19–32. DOI:10.1007/978-3-319-94490-6_2. ISBN:9783319944890. مؤرشف من الأصل في 2024-06-06.
7. ↑  "Ellison and Paulsen Reintroduce Money Remittances Improvement Act To Help Somali Families Send Money Home". House Office of Keith Ellison. 6 مايو 2014. مؤرشف من الأصل في 2014-08-26. اطلع عليه بتاريخ 2014-08-26.
8. 1 2  "SOMALIA: Returning diaspora help rebuild". Heegantimes. مؤرشف من الأصل في 2013-04-20. اطلع عليه بتاريخ 2015-02-19.
9. ↑  Gred Moran (31 يناير 2013). "Terror Trial of 4 Somalis Begins". San Diego Union Tribune. مؤرشف من الأصل في 14 مارس 2016. اطلع عليه بتاريخ 14 مارس 2016.
10. ↑  Forliti، Amy (21 أبريل 2016). "Feds: Minnesota men spoke of terrorist attacks in US". Associated Press. مؤرشف من الأصل في 2018-01-02.
11. ↑  "Al-Shabaab Recruits in the U.S." CNN. 23 سبتمبر 2013. مؤرشف من الأصل في 2013-09-28. اطلع عليه بتاريخ 2013-09-28.
12. ↑  "Report: ISIS publishes 'kill list' for Minnesota police officers". Washington Examiner. مؤرشف من الأصل في 2022-06-15. اطلع عليه بتاريخ 2016-05-08.
13. ↑  Dickrell، Stephanie. "Nearly 74,000 speak at least some Somali in Minnesota". sctimes.com. SC Times.
14. ↑  "Economic Contributions of Somalis in Minnesota" (PDF). مؤرشف من الأصل (PDF) في 2008-12-30. اطلع عليه بتاريخ 2014-01-18.
15. ↑  "Talking Point by M.M. Afrah Minneapolis, Minnesota (USA) Aug., 12. 2004". مؤرشف من الأصل في 2017-05-25. اطلع عليه بتاريخ 2014-01-18.
16. ↑  Rutledge, p.137.
17. ↑  Gitaa, Tom (24 Aug 2018). "Minneapolis dedicates Samatar Crossing". Mshale (بالإنجليزية الأمريكية). Archived from the original on 2023-11-30.
18. ↑  "CSCM - About Us". Confederation of Somali Community in Minnesota. مؤرشف من الأصل في 2022-06-15. اطلع عليه بتاريخ 2013-02-09.
19. ↑  "Somali American Parent Association". Somali American Parent Association. مؤرشف من الأصل في 2013-04-15. اطلع عليه بتاريخ 2013-02-09.
20. ↑  "Minneapolis sister city vote is small gesture, big moment for Somali community". مؤرشف من الأصل في 2021-10-08.
21. ↑  "Somali American Caucus". Minnesota Democratic–Farmer–Labor Party. مؤرشف من الأصل في 2014-02-06. اطلع عليه بتاريخ 2013-02-09.
22. ↑  Shah، Allie (13 أكتوبر 2012). "Somali-Americans begin making mark on local politics". Star Tribune. مؤرشف من الأصل في 2023-12-22. اطلع عليه بتاريخ 2013-02-09.

## روابط خارجية
- اتحاد الجالية الصومالية في مينيسوتا (CSCM)
- تحالف العمل الصومالي